# Żygiany
Żygiany – dawna wieś. Tereny, na których była położona, leżą obecnie na Białorusi, w obwodzie grodzieńskim, w rejonie oszmiańskim, w sielsowiecie Graużyszki.

## Historia
W czasach zaborów folwark w gminie Graużyszki, w powiecie oszmiańskim, w guberni wileńskiej Imperium Rosyjskiego. W 1866 roku w 1 domu zamieszkiwało 21 osób. W 1905 roku folwark liczył 18 mieszkańców, własność Baniewicza.
W latach 1921–1945 wieś leżała w Polsce, w województwie wileńskim, w powiecie oszmiańskim, w gminie Graużyszki.
W 1931 w 6 domach zamieszkiwały 44 osoby.
Wierni należeli do parafii rzymskokatolickiej w Graużyszkach. Miejscowość podlegała pod Sąd Grodzki w Holszanach i Okręgowy w Wilnie; właściwy urząd pocztowy mieścił się w Graużyszkach.